# Instituto Nacional de Latinas para la Justicia Reproductiva
El Instituto Nacional de Latinas para la Justicia Reproductiva (Instituto de Latinas) es una organización de justicia reproductiva que representa a la comunidad latina que vive en Estados Unidos. Anteriormente el Instituto Nacional de Latinas para la Salud Reproductiva, la organización comenzó como La Iniciativa Latina, que fue creada en respuesta directa a la falta de visibilidad de las latinas en temas de salud y derechos reproductivos. Su misión es garantizar el derecho humano fundamental a la salud reproductiva para las latinas, sus familias y sus comunidades a través de la educación, la promoción y la creación de coaliciones. 

## Foundación
El Instituto Latina comenzó a funcionar como organización independiente en 1994. Su antecedente, la Iniciativa Latina, surgió cinco años antes bajo los auspicios de Católicos por el Derecho a Decidir. Durante su etapa como grupo de divulgación, el objetivo de la Iniciativa se limitaba a promover los esfuerzos a favor del derecho a decidir en la comunidad Latinx y a ayudar a las organizaciones hispanas interesadas en cuestiones de salud y derechos reproductivos.Tras una exitosa trayectoria de cinco años en Católicos por el Derecho a Decidir, la Iniciativa Latina fue renombrada como Instituto Nacional de Latinas para la Salud Reproductiva y abrió sus puertas como la primera organización nacional independiente y voz de las latinas en temas de salud, derechos y justicia reproductiva. En 2003 el NLIRH reabrió sus puertas en la ciudad de Nueva York.

## Contribuciones

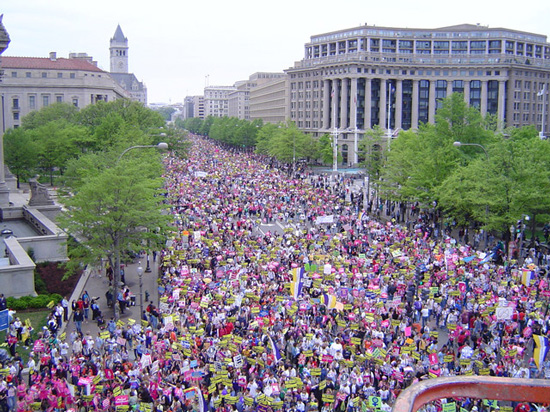
March for Women's Lives, 2004

En 2004, el Instituto Latina fue uno de los principales organizadores de la Marcha por la Vida de las Mujeres. 

En 2005, en respuesta a la falta de investigación sobre la comunidad latina que vive en Estados Unidos, el Instituto Latina (entonces conocido como Instituto Nacional de Latinas para la Salud Reproductiva) publicó su Agenda Nacional Latina para la Justicia Reproductiva.La agenda resumía el camino a seguir señalando el estado de la salud reproductiva, el acceso y la justicia de la siguiente manera:
Según todos los criterios medibles, las latinas están mucho peor que otros grupos en numerosos ámbitos de la salud reproductiva, como el cáncer de mama y de cuello uterino, el VIH/SIDA, las infecciones de transmisión sexual y los embarazos de adolescentes. Por ejemplo, la tasa de cáncer de cuello de útero entre las latinas es el doble que la de las mujeres blancas, la tasa de infección por VIH entre las latinas es siete veces superior al de las mujeres blancas y las latinas tienen la tasa de natalidad adolescente más alta de todos los grupos raciales/étnicos. Hay una serie de factores que contribuyen a los problemas de salud reproductiva de las latinas, como la falta de seguro médico, las barreras lingüísticas, las dificultades institucionales en el sistema público de salud y la pobreza.
El Instituto Latina es la única organización nacional latina de salud y derechos reproductivos que representa a una población latina cada vez más diversa y creciente.Dentro de un marco de justicia reproductiva, el Instituto Latina promueve programas que abogan por la liberación de la comunidad LGBTQ. Su sede se encuentra en la ciudad de Nueva York y su oficina política en Washington D. C.